# Associazione Calcio Femminile Milan 82
L'Associazione Calcio Femminile Milan 82, meglio nota come A.C.F. Milan 82, è stata una società calcistica femminile con sede a Milano. Nella sua storia ha vinto uno scudetto al termine della stagione 1991-1992.

## Storia

Una formazione del Milan 82 nella stagione 1988-1989

Nasce nel 1982 come Associazione Calcio Femminile Bresso, giocando sul campo di via Deledda a Bresso, in provincia di Milano.
Con presidente Mario Pagano e sponsor "Pellicce Frigerio" e "Salvarani", ha giocato sempre al campo sportivo di Bresso. Vinse come Milan Salvarani lo scudetto 1991-1992.
Non va confusa con l'Associazione Calcio Femminile Milan, altra società con cui ha condiviso per molte stagioni denominazione e colori sociali, ma non lo stesso campo di gioco; il campionato di Serie A 1987-1988 è l'unico disputato da entrambe le squadre.

## Palmarès

### Competizioni nazionali
- Campionato italiano: 1

1991-1992

### Altri piazzamenti
- Campionato italiano:

Secondo posto: 1992-1993
- Coppa Italia:

Finalista: 1989-1990